# احمد عامری
احمد عامری سیاست‌مدار و مدیر اجرایی ایرانی بود، که در دوره بیستم مجلس شورای ملی به‌عنوان نماینده اهواز از استان خوزستان در مجلس شورای ملی حضور داشت. وی از ۱۳۵۹ تا ۱۳۶۰ شهردار اهواز بود.